# Ahl Oued Za
Ahl Oued Za (franska: Ahl Oued Za (CR), Ahl Oued Za (Commune Rurale), arabiska: تنشرفي) är en kommun i Marocko.   Den ligger i regionen Oriental, i den nordöstra delen av landet, 400 km öster om huvudstaden Rabat. Antalet invånare är 14 184.